# Terra Indígena Rio Omerê
Terra Indígena Omerê é uma terra indígena na Amazônia Legal com área de 26 000 hectares, localizada no estado brasileiro de Rondônia,próximo à fronteira Brasil-Bolívia. É habitada pelos povos Akuntsu e Kanoê.
Em 2007, os povos tradicionais, incluindo os indígenas, foram reconhecidas pelo Governo do Brasil, através da Política Nacional de Desenvolvimento Sustentável dos Povos e Comunidades Tradicionais (PNPCT), que tem o modo de vida ligado aos recursos naturais e ao meio ambiente de forma harmônica, além do uso comunitário da terra. Assim a constituição brasileira garante aos indígenas o direito a sua terra tradicional e o direito de proteção por parte do governo do Brasil. Esta área do Omerê está registrada no CRI e na Secretaria de Patrimônio da União (SPU) via decreto s/n - 19/04/2006. A Fundação Nacional do Índio (FUNAI) atua nesta área através da Coordenação Regional do município de Cacoal e da Secretaria Especial de Saúde Indígena do município de Vilhena.

## Geografia
A região é localizado na bacia hidrográfica do rio Madeira, e é formada pelo bioma Amazônico, com presença completa de floresta ombrófila. Os municípios que abrangem a Terra Indígena Rio Omerê em Rondônia são: Chupinguaia com area total de 512 672 ha e área da TI no município de 825,91 ha (3,15%), e; Corumbiara com área de 306 032,10 ha e área da TI no município de 25 445,00 ha (97,20%)

## Ameaças
Os povos indígenas que vivem na Terra Indígena Rio Omerê enfrentam constantes pressões e ameaças ao seu território e ao ambiente natural que os cerca. A exploração de recursos madeireiros e as disputas fundiárias com fazendeiros representam riscos significativos, ameaçando a integridade das florestas e comprometendo o direito dos indígenas ao seu território tradicional. 
De acordo com o projeto Monitoramento da Floresta Amazônica Brasileira por Satélite (PRODES) do Instituto Nacional de Pesquisas Espaciais (INPE), esta área sofreu desmatamento de 4271 hectares até o ano 2000.

## Indígenas em Rondônia
De acordo com o programa Povos Indígenas no Brasil do Instituto Socioambiental (ISA), Rondônia é o quarto estado brasileiro onde moram mais povos indígenas, com 29 povos registrados. E de acordo com o Instituto Brasileiro de Geografia e Estatística (IBGE), neste estado existem 21 153 indígenas (1,25% da população brasileira).
No programa do Instituto Socioambiental estão inseridos os seguintes etnias: Aikaná; Akuntsu; Amondawa; Apurinã; Arikapú; Aruá; Cinta Larga; Djeoromitxí; Ikolen; Karo; Karipuna; Karitiana; Kassupá; Kanoê; Kaxarari; Kujubim; Kwazá; Makurap; Migueleno; Nambikwara; Oro Win; Puruborá; Sakurabiat; Surui Paiter; Tupari; Uru-Eu-Wau-Wau; Wajuru; Wari, e; Zoró.
As etnias estão distribuídas nas seguintes áreas protegidas: Igarapé Lage; Igarapé Lourdes; Igarapé Ribeirão; Karipuna; Karitiana; Rio Mequéns; Pacaás-Novas; Rio Branco; Rio Guaporé; Roosevelt; Sagarana; 7 de Setembro; Tubarão/Latundê; Uru-Eu-Wau-Wau; Massaco; Rio Omerê; Kwazá do Rio São Pedro; Rio Negro Ocaia, e; Kaxarari.